# 왕자변청와
《왕자변청와》(중국어 간체자: 王子变青蛙, 정체자: 王子變青蛙, 병음: Wáng zǐ biàn qīng wā 왕쯔볜칭와[*], The Prince Who Turns Into a Frog 더 프린스 후 턴스 이투 어 프로그[*])는 2005년 방송되었던 타이완의 텔레비전 드라마이다.

## 소개
- 사고로 기억을 잃은 호텔 사장과 시골 호텔 딸의 러브스토리

## 등장 인물
- 밍다오(중국어판)(明道) : 산쥔하오/퉁하오(單均昊/茼蒿) 역
- 천차오언(陳喬恩) : 예톈위(葉天瑜) 역
- 왕소위(중국어판)(王少偉) : 쉬쯔첸(徐子騫) 역
- 조소교(중국어판)(趙小僑) : 판위시(范芸熙) 역

### 기타
- Gino(중국어판) : 장밍한(張明寒) 역
- 왕현(중국어판)(王琄) : 천진즈(陳金枝) 역
- 운중악(중국어판)(雲中嶽) : 산야오룽(單耀榮) 역
- 이대령(중국어판)(李黛玲) : 장차이웨(江采月) 역
- 도전정(중국어판)(陶傳正) : 린 회장(林董事) 역
- 소립흔(중국어판)(蘇立欣) : 수리신(蘇立欣) 역
- 안둥니/안토니(중국어판)(安東尼) : 예정저(葉正哲) 역
- 조순(중국어판)(趙舜) : 탕순명(唐順明) 역
- 안항서(중국어판)(顏行書) : 셰취안(謝全) 역
- 황옥영(중국어판)(黃玉榮) : 다웨이(大偉) 역
- 종흔릉(중국어판)(鍾欣凌) : Ada 역
- 나유훈(중국어판)(那維勳) : 다스푸(大師傅) 역
- 호강성(중국어판)(胡康星) : 아성(阿勝) 역
- 여만인(중국어판)(呂曼茵) : 우웨자오/우펑자오(吳月嬌/吳鳳嬌) 역
- 구륭걸(중국어판)(邱隆傑) : 퉁화순(童花順) 역
- 정백인(중국어판)(程伯仁) : 리퉁뤄(李銅鑼) 역
- 쑤이탕(隋棠) : 다이안펀(戴安芬) 역
- 축범강(중국어판)(祝釩剛) : 마이커/마이클(麥克) 역
- 임가유(중국어판)(林可唯) : 즈링(摯菱) 역
- 유량좌(중국어판)(劉亮佐) : 딩위안쉰(丁元勳) 역
- 고명위(중국어판)(高明偉) : 롼빙후(阮濱湖) 역
- 손흥(중국어판)(孫興) : 위안싱(袁興) 역

| 타이완텔레비전공사(台視; TTV) 일요드라마     | 타이완텔레비전공사(台視; TTV) 일요드라마         | 타이완텔레비전공사(台視; TTV) 일요드라마     |
| 이전 작품                                    | 작품명                                           | 다음 작품                                    |
| -------------------------------------------- | ------------------------------------------------ | -------------------------------------------- |
| 격투천왕(格鬥天王) (2005.01.16 - 2005.05.29) | 왕자변청와(王子變青蛙) (2005.06.05 - 2005.10.16) | 녹광삼림(綠光森林) (2005.10.23 - 2006.02.05) |